# Alexandra Tydings
Alexandra Tydings (Washington, 15 dicembre 1972) è un'attrice statunitense, famosa per il suo ruolo di Venere in Xena - Principessa guerriera ed Hercules.

## Filmografia

### Cinema
- Verso il sole (The Sunchaser), regia di Michael Cimino (1996)
- What Death Leaves Behind, regia di Scott A. Hamilton (2019)

### Televisione
- Red Shoe Diaries – serie TV, 2 episodi (1995)
- Vanishing Son – serie TV, episodio 1x10 (1995)
- Cinque in famiglia (Party of Five) – serie TV, episodio 4x03 (1997)
- Hotel del Sol – serie TV, episodio pilota (1998)
- Hercules (Hercules: The Legendary Journeys) – serie TV, 10 episodi (1996-1999) - Venere
- Xena - Principessa guerriera (Xena: Warrior Princess) – serie TV, 11 episodi (1997-2001) - Venere
- Dodge's City, regia di Ken Sanzel – film TV (1999)
- Sheena – serie TV, episodio 2x06 (2001)
- The Wire – serie TV, episodio 5x05 (2008)

## Doppiatrici italiane
- Silvia Pepitoni in Hercules (1° voce)
- Laura Boccanera in Verso il sole
- Gabriella Borri in Xena (1° voce)
- Emilia Costa in Xena (2° voce), Hercules (2° voce)